# Шелбі (Нью-Йорк)
Шелбі (англ. Shelby) — місто (англ. town) в США, в окрузі Орлінс штату Нью-Йорк. Населення — 4907 осіб (2020).

## Демографія
Згідно з переписом 2010 року, у місті мешкало 5319 осіб у 2049 домогосподарствах у складі 1295 родин. Було 2192 помешкання
Расовий склад населення:
| - 87,3 % — білих - 8,4 % — чорних або афроамериканців - 0,6 % — корінних американців - 0,3 % — азіатів |

До двох чи більше рас належало 2,5 %. Частка іспаномовних становила 3,6 % від усіх жителів.
За віковим діапазоном населення розподілялося таким чином: 22,9 % — особи молодші 18 років, 59,5 % — особи у віці 18—64 років, 17,6 % — особи у віці 65 років та старші. Медіана віку мешканця становила 40,3 року. На 100 осіб жіночої статі у місті припадало 93,1 чоловіків;  на 100 жінок у віці від 18 років та старших — 91,1 чоловіків також старших 18 років.
Середній дохід на одне домашнє господарство  становив 49 193 долари США (медіана — 45 653), а середній дохід на одну сім'ю — 57 817 доларів (медіана — 53 299). Медіана доходів становила 37 025 доларів для чоловіків та 32 361 долар для жінок. За межею бідності перебувало 17,4 % осіб, у тому числі 25,2 % дітей у віці до 18 років та 9,3 % осіб у віці 65 років та старших.
Цивільне працевлаштоване населення становило 2290 осіб. Основні галузі зайнятості: виробництво — 24,8 %, освіта, охорона здоров'я та соціальна допомога — 20,2 %, роздрібна торгівля — 11,4 %, мистецтво, розваги та відпочинок — 7,9 %.